# Te Amo Tanto
Te Amo Tanto es una canción del cantante panameño Nigga perteneciente a su segundo álbum de estudio La Evolución Romantic Style.
A finales de 2009 se lanzó una versión de R&B.

## Información
El sencillo original fue lanzado el 16 de mayo de 2009, mientras que una versión en R&B fue lanzada el 9 de agosto del mismo año. La pista fue compuesta e interpretada por el cantante panameño Nigga y contó con la producción de su compatriota Predikador. 
El sencillo llegó a ubicarse en el puesto 29 de Hot Latin Songs así como en el puesto 6 de Latin Rhythm Airplay y 15 de Latin Tropical Airplay.

## Charts
| Chart (2009)                     | Posición más alta |
| -------------------------------- | ----------------- |
| Billboard Hot Latin Songs        | 29                |
| Billboard Latin Rhythm Airplay   | 6                 |
| Billboard Latin Tropical Airplay | 15                |